# Praravinia triflora
Praravinia triflora là một loài thực vật có hoa trong họ Thiến thảo. Loài này được (Quisumb. & Merr.) Bremek. miêu tả khoa học đầu tiên năm 1940.